# Uromacer
Uromacer es un género de serpientes de la subfamilia Dipsadinae. Sus especies son endémicas de La Española.

## Especies
Se reconocen las siguientes:
- Uromacer catesbyi (Schlegel, 1837)
- Uromacer frenatus (Günther, 1865)
- Uromacer oxyrhynchus Duméril, Bibron & Duméril, 1854